# Olentzero
Olentzero (baskiskt uttal: [olents̻eɾo]) är en del av baskisk jultradition. Enligt baskisk tradition kommer han till staden den 24 december och lämnar presenter till barnen. På vissa platser kommer han senare. I Ochagavía – Otsagabia kommer han den 27 december, och i Ermua den 31 december.